# Войнаровський Віктор Миколайович
Віктор Миколайович Войнаровський (8 листопада 1957, с. Пильгани Берестечківського (нині Горохівського) району Волинської області — 26 листопада 2017) — український історик, археолог, доктор історичних наук. Старший науковий співробітник відділу археології Інституту українознавства ім. І.Крип'якевича НАН України

## Життєпис
1980 року закінчив історичний факультет Чернівецького університету. 2002 року захистив кандидатську дисертацію на тему «Давнє чинбарство на території України за археологічними даними».
З 1993 року працює молодшим науковим співробітником, зараз — старшим науковим співробітником відділу археології Інституту українознавства ім. І.Крип'якевича НАН України. Фахівець у галузях археології римського часу та раннього середньовіччя, археології виробництв.
У 2015 р. захистив докторську дисертацію на тему «Промисли та допоміжні ремесла в соціально-економічному розвитку населення півдня Східної Європи І-ХІІІ ст.». Похований у с. Журавники Горохівського району Волині.

### Участь у експедиціях
- 1976, 1977 — Розкопки поселення празької культури V—VII ст. Кодин Глибоцького району Чернівецької області. Начальник розкопу.
- 1977, 1978 — Дослідженнях посаду городища Ревне Кіцманського району Чернівецької області (начальник експедиції — Л.Михайлина, консультанти — Б. О. Тимощук, І. П. Русанова,). Начальник розкопу.
- 1977—1979, 1983, 1984 — розкопки могильників черняхівської культури III—IV ст. н. е. біля сіл Оселівка Кельменецького, Романківці Сокирянського, Горошівці та Одая Заставнівського районів Чернівецької області (керівник експедиції — Г. Ф. Нікітіна,). Начальник розкопу.
- 1983—1985 рр. — розкопки поселення пізньої фази черняхівської культури (IV — перша половина V ст. н. е.) та раннього етапу культури Луки-Райковецької (кінець VII — перша половина ІХ ст.) Чорнівка-І біля с. Чорнівка Новоселицького району Чернівецької області: 500 м²., 20 житлових та господарських споруд, 18 господарських та виробничих ям, літні печі тощо.
- 1985—1988, 1991—1993 — експедиція ЧКМ, чинбарський спеціалізований комплекс черняхівської культури IV ст. н. е. та поселення волино-подільської групи ІІ-ІІІ ст. н. е. (нижній шар) Добринівці І біля с. Добринівці Заставнівського району Чернівецької області, близько 2000 м²., 9 великих (45-108 м².) чинбарських майстерень черняхівської культури, житлова та дві господарських споруди поселення ранньоримського часу.
- 1986 — експедиція ЧКМ, поселення волино-подільської групи ІІ-ІІІ ст. н. е. Чорнівка ІІА на околиці с. Чорнівка Новоселицького району Чернівецької області, 300 м²., дві житлові та виробнича споруди, дві господарські ями.
- 1986, 1987 р. — експедиція ЧКМ, розкопки могильника з підплитовим похованням ХІ-ХІІІ ст. біля с. Борівці Кіцманського району Чернівецької області. Досліджено три могили (6 поховань) під кам'яним закладом, плитами та в кромлесі.
- 1986 р. — експедиція ЧКМ, дослідження (перетин) валу (6 м висотою, т. зв. Траянів вал) біля с. Макарівка Кельменецького району Чернівецької області. Розкопано оригінальну дерев'яну конструкцію — кріпленя основи валу. Датовано пізнім середньовіччям (XIV ст.)
- 1988 — охоронні розкопки поселення трипільської культури біля с. Ленківці Сокирянського району Чернівецької області, поселень голіградської культури VIII—VII ст. до н. е. біля сіл Волока Глибоцького та Мошанець Кельменецького районів, в місцях виявлення бронзових скарбів.
- 1988—1990 — співавтор (разом з Г. Ф. Нікітіною) відкриття та дослідження могильника черняхівської культури Одая Заставнівського району Чернівецької області. Досліджено 32 інгумаційних поховання. Розкопки припинено через відсутність коштів, некрополь чекає подальшого дослідження (орієнтовно на могильнику є більше 300 поховань).
- 1989—1990 — охоронні археологічні розвідки та розкопки за «Зводом пам'яток історії та культури України». Чернівецька область (Новоселицький, Заставнівський, Кіцманський, Сокирянський райони).
- 1995—1997 — охоронні археологічні розвідки та розкопки по трасі нафтогону Одеса-термінал — Броди (Львівська, Тернопільська, Одеська обл., 206 км).
- 1996 — Розкопки багатошарового поселення біля с. Лукаші Бродівського району Львівської області. Досліджено унікальну кременеобробну майстерню та дві ями (чинбарські чани?) стжижовської культури XVIII—XVII ст. до н. е., 8 інгумаційних поховань на некрополі висоцької культури VIII—VII ст. до н. е. (разом з М. Філіпчуком).
- 1997 — розкопки чинбарського осередку кінця XV — початку XVI ст. в розкопі «Перун», Львів, площа Старий Ринок, Розкопано понад 500 м². на глибину 4,8 м, виявлено виробниче місце (двокамерний горн для випалу вапняку, негашений вапняк, ящик з гашеним вапном), великий (понад 50 м²), майданчик для дроблення (і гашення-?) вапняку, 4 дерев'яні зруби-чани для вапнування шкір, дві діжки з танідами — залишками дублених шкір. Знайдено десятки шкіряних виробів, сотні шматків шкіри, шари з вапна, волосу, шерсті — рештки вичинки шкіри. (разом з С. Терським та О. Овчінніковим).
- 1997 — розкопки поселення черняхівської культури біля с. Купіль Волочиського району Хмельницької області селища ХІ-ХІІІ ст. в с. Крилос Галицького району Івано-Франківської обл. (периферія Успенського собору ХІІ ст., разом з Ю.Лукомським) (разом з Я.Онищуком та О.Овчинніковим).
- 1997, 1998 — дослідження поселення доби мезоліту, культур лійчастого посуду, тшцінецької, черепино-лагодівської, черняхівської та давньоруської біля м. Червонограда Львівської області.
- 2000 — охоронні археологічні розвідки та розкопки по автотрасі Львів-Краковець, що проектується (84 км).
- 2003 — розкопкипоселення тщцінецької культури XIII—XI ст. до н. е. біля с. Калинівка Яворівського району Львівської області: 450 кв.м., 9 споруд господарського і виробничого призначення, рухомий матеріал.
- 2004, 2005 — розкопки поселення черняхівської культури першої половини IV ст. н. е. на околиці с. Гряда Жовківського району Львівської області, 2004 р.: 840 кв.м, 6 споруд та 29 ям житлового та виробничого призначення (унікальний комплекс ям-печей для збагачення вапняку та гашення вапна), велика кількість окремих знахідок (залізне чересло плуга, умбон щита, вудила, фібула, кістяний 3-частний гребінь тощо).

## Основні наукові праці

### Монографії, автореферати
- Давнє чинбарство на території України за археологічними даними. Автореферат дис. канд. іст. наук. Львів, 2002. — 22 с.
- Промисли та допоміжні ресесла в соціально-економічному розвитку населення півдня Східної Європи І-ХІІІ ст. Автореферат дис. … докт. іст. наук. Львів, 2015. — 40 с.

### Статті
- Землеробство чи тваринництво: до питання про основу господарства у населення Західної України І тис. н. е. // Питання стародавньої та середньовічної історії, археології й етнології: Зб. наукових праць. Чернівці: Прут, 2003. Том 2(16). С.120-131
- Лукаші. Багатошарова пам'ятка археології на Брідщині. Львів, 2005. 112 с. [співав. Конопля В., Филипчук М.]
- Сучасний стан та проблемність археологічного дослідження пам'яток римського часу Північної Буковини // МДАПВ. 9. Львів, 2005. С.174-193
- Черняхівське поселення Гряда біля Львова // Інформаційний бюлетень Інституту українознавства НАНУ в 2004 р. Львів, 2005. С.47-49/
- Охоронні археологічні роботи Чернівецького краєзнавчого музею на берегах Дністровського водосховища у 1980-х — на початку 90-х років // Музейний щорічник. 2004—2005.-Вип. 3-4. Чернівці: Золоті литаври, 2005. С.163-170.
- Поселення доби середньої бронзи Калинівка-ІІ на Яворівщині (Львівська область) // МДАПВ. Львів, 2006. Вип.10. С. 143—153.
- Wandalowie. Straznicybursztynowegoszlaku — Lublin-Warszawa, 2004. 376 s., ill. (рецензія) // МДАПВ. Вип.10. Львів, 2006. С.334-343.
- Вапнярсько-чинбарські осередки черняхівської культури Українського Прикарпаття // Carpatica — Карпатика. Вип. 34. Давня та середньовічна історія Карпато-Дунайського ареалу. Ужгород, 2006.С.148-162.
- Археологічна колекція знахідок із сіл Комарів та Волиця на Сокальщині (попередній огляд) // Белз і Белзьке земля. Вип. ІІ. Белз, 2006. С. 45-61 [співавт.: П.Бугай].
- Другий сезон розкопок виробничого осередку черняхівської культури Гряда І // Інститут українознавства імені Івана Крип'якевича НАН України в 2005 р. Інформаційний бюлетень. — Львів, 2006. — С.50-51.